# Dsungaripterus
Dsungaripterus è un genere estinto di pterosauro dsungaripteridae vissuto nel Cretaceo inferiore (circa 120 milioni di anni fa), con un'apertura alare media di 3 metri (9,8 piedi), il genere è conosciuto da un'unica specie D. weii, i cui resti sono stati rinvenuti in Cina e il suo primo fossile fu trovato nel gruppo Tugulu del bacino di Junggar.

## Descrizione

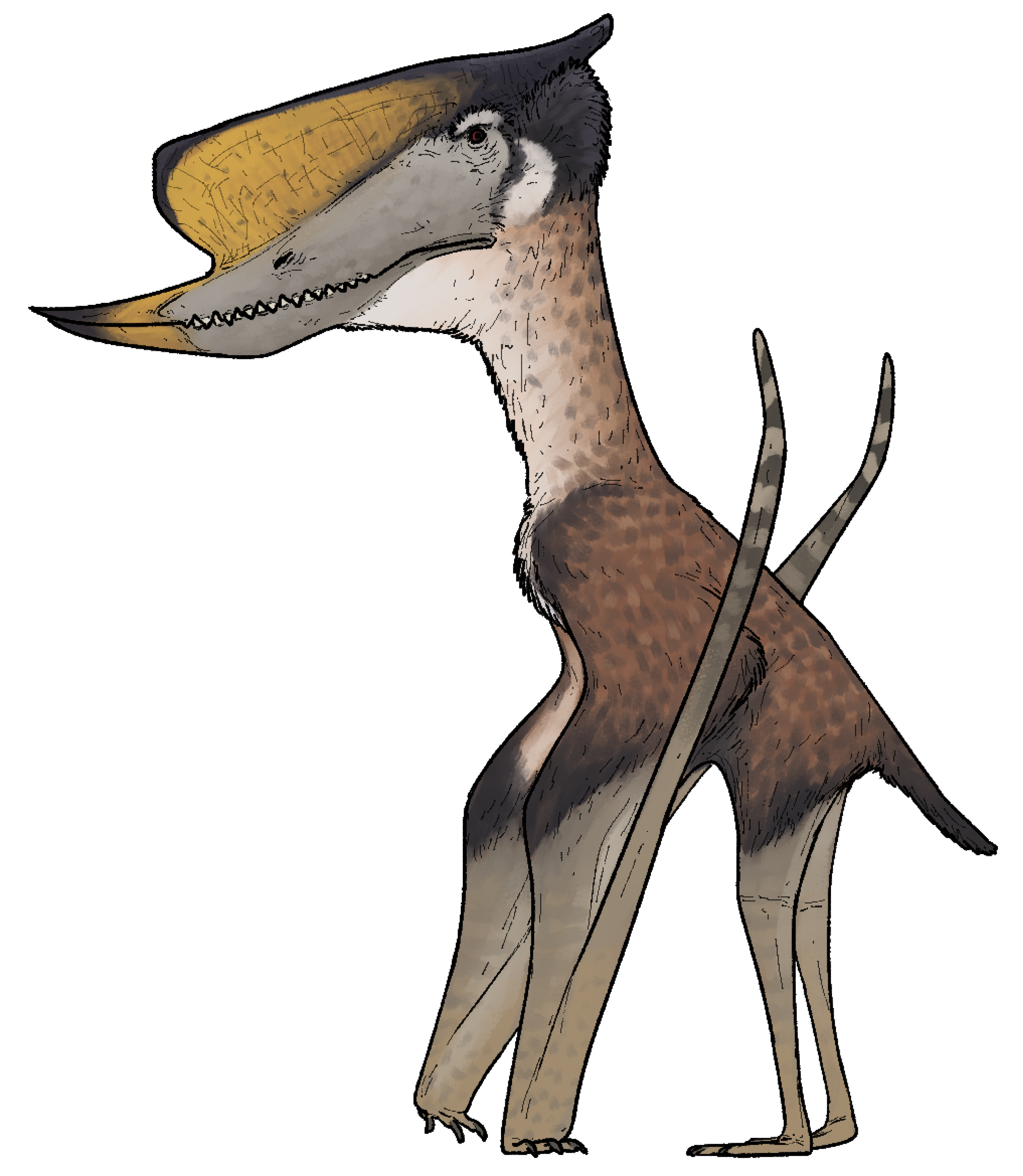
Ricostruzione artistica di D. weii

Dsungaripterus weii aveva un'apertura alare di 3,5–5 m. Come la maggior parte dei dsungaripteroidi, aveva uno scheletro piuttosto robusto con pareti spesse e proporzioni corporee robuste, suggerendo uno stile di vita prevalentemente terrestre. Lo stile di volo di questi animali non è chiaro, ma probabilmente era caratterizzato da ampi battiti d'ali e atterraggi improvvisi.
Come tutti gli pterosauri, lo dsungariptero era dotato di ampie ali membranose che gli permettevano di compiere voli notevoli. In questo lo dsungariptero assomigliava moltissimo ad altri pterosauri più noti, come lo pterodattilo (Pterodactylus). L'apertura alare di questo animale era di tre metri circa, il che lo rendeva uno pterosauro di dimensioni medio-grandi. L'aspetto di questo pterosauro, però, era davvero bizzarro: il cranio era enorme, con le mascelle rivolte verso l'alto come quelle dell'odierna avocetta (Recurvirostra avosetta).
I denti, stranamente piccoli e robusti, erano presenti solo nella parte posteriore delle fauci, mentre la parte anteriore era sprovvista di un qualsiasi tipo di dentatura e terminava in una sorta di "becco" appuntito. Probabilmente queste strane mascelle servivano allo dsungariptero per catturare i molluschi che vivevano in tane abbastanza profonde, i cui gusci venivano poi frantumati dai forti denti. Il cranio presenta altre particolarità: una cresta bassa correva dalla regione degli occhi fino a quella nasale, dove terminava bruscamente. Un'altra cresta, breve e a forma di piccolo corno, era posta sulla parte posteriore del cranio. Queste strutture erano forse funzionali al volo dello dsungariptero.
Gli studi hanno rivelato che gli Dsugaripterus fossero pterosauri durofaghi e quindi possibilmente piscivori. Dsungaripterus aveva anche un palato simile a quello degli pterosauri azhdarchoidi.

## Classificazione

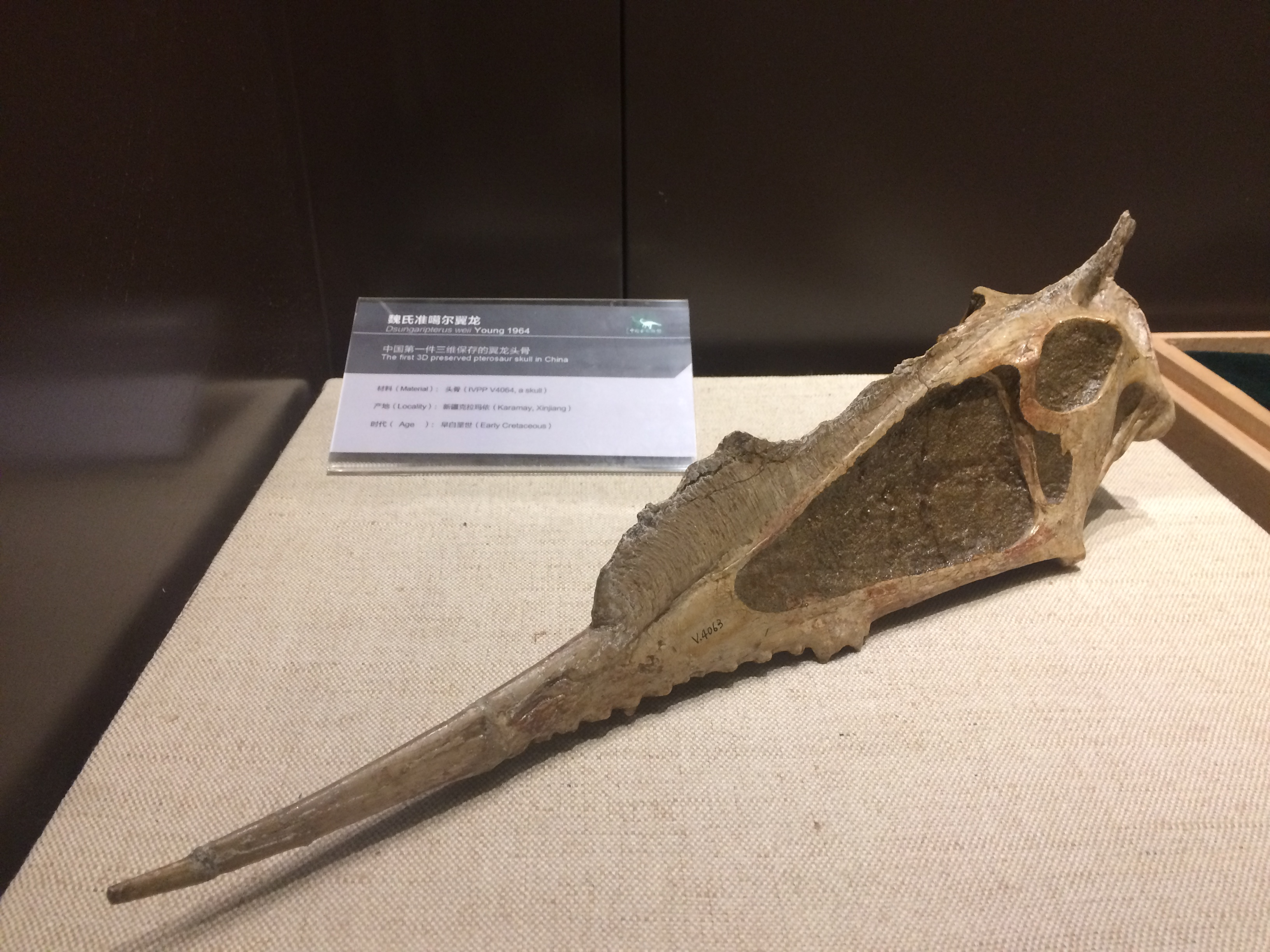
Scheletro IVPP V4064, al Museo Paleozoologico della Cina

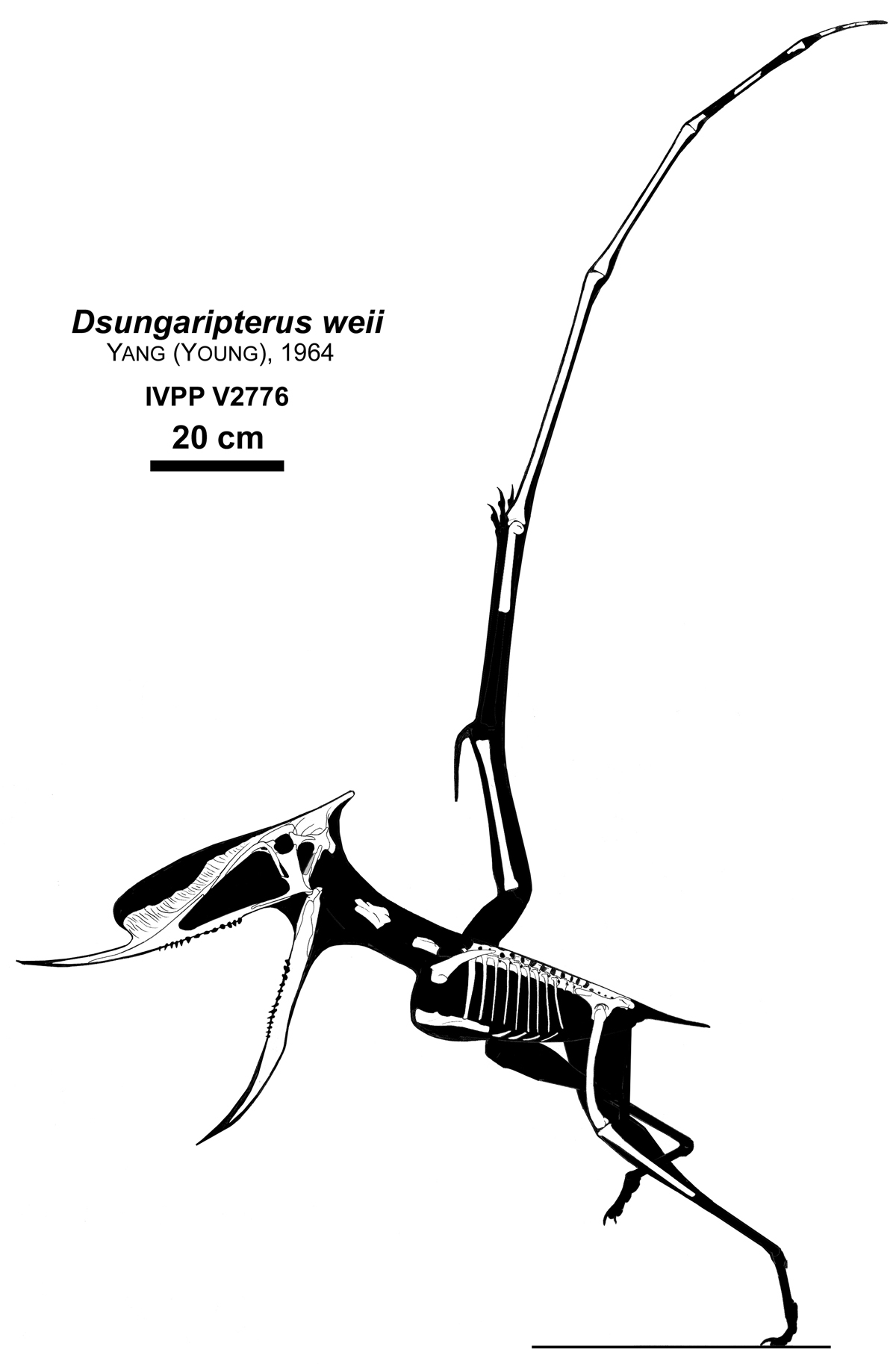
Ricostruzione scheletrica

Dsungaripterus è stato classificato da Yang come membro dei Dsungaripteridae. Di seguito è riportato un cladogramma che mostra i risultati di un'analisi filogenetica presentata da Andres e colleghi nel 2014. Dsungaripterus è stato inserito all'interno del clade Dsungaripteromorpha (un sottogruppo all'interno dell'Azhdarchoidea), più specificamente all'interno del Dsungaripteridae, taxon gemello di Domeykodactylus. Il loro cladogramma è mostrato di seguito.
|  | Dsungaripterus weii      |
|  |                          |
|  | Domeykodactylus ceciliae |
|  |                          |

|  | Noripterus parvus       |
|  |                         |
|  | Noripterus complicidens |
|  |                         |

|  | Dsungaripterus weii      |
|  |                          |
|  | Domeykodactylus ceciliae |
|  |                          |

|  | Noripterus parvus       |
|  |                         |
|  | Noripterus complicidens |
|  |                         |

|  | Thalassodromeus sethi                                                            |
|  |                                                                                  |
|  | \| \| Tupuxuara longicristatus \| \| \| \| \| \| Tupuxuara leonardii \| \| \| \| |
|  |                                                                                  |
|  | Tupuxuara longicristatus                                                         |
|  |                                                                                  |
|  | Tupuxuara leonardii                                                              |
|  |                                                                                  |

|  | Tupuxuara longicristatus |
|  |                          |
|  | Tupuxuara leonardii      |
|  |                          |

|  | Dsungaripterus weii      |
|  |                          |
|  | Domeykodactylus ceciliae |
|  |                          |

|  | Noripterus parvus       |
|  |                         |
|  | Noripterus complicidens |
|  |                         |

|  | Dsungaripterus weii      |
|  |                          |
|  | Domeykodactylus ceciliae |
|  |                          |

|  | Noripterus parvus       |
|  |                         |
|  | Noripterus complicidens |
|  |                         |

|  | Thalassodromeus sethi                                                            |
|  |                                                                                  |
|  | \| \| Tupuxuara longicristatus \| \| \| \| \| \| Tupuxuara leonardii \| \| \| \| |
|  |                                                                                  |
|  | Tupuxuara longicristatus                                                         |
|  |                                                                                  |
|  | Tupuxuara leonardii                                                              |
|  |                                                                                  |

|  | Tupuxuara longicristatus |
|  |                          |
|  | Tupuxuara leonardii      |
|  |                          |

Nel 2019 è stata pubblicata una topologia diversa, questa volta di Kellner e colleghi. In questo studio, Dsungaripterus è stato recuperato al di fuori dell'Azhdarchoidea, all'interno del gruppo più ampio Tapejaroidea, taxon gemello di Noripterus. Di seguito è riportato il cladogramma dell'analisi.
|  | Dsungaripterus weii |
|  |                     |
|  | Noripterus parvus   |
|  |                     |

|  | Azhdarchidae      |
|  |                   |
|  | Chaoyangopteridae |
|  |                   |

|             | Keresdrakon vilsoni                                              |
|             |                                                                  |
| Tapejaridae | \| \| Thalassodrominae \| \| \| \| \| \| Tapejarinae \| \| \| \| |
|             | \| \| Thalassodrominae \| \| \| \| \| \| Tapejarinae \| \| \| \| |
|             | Thalassodrominae                                                 |
|             |                                                                  |
|             | Tapejarinae                                                      |
|             |                                                                  |

|  | Thalassodrominae |
|  |                  |
|  | Tapejarinae      |
|  |                  |

|  | Azhdarchidae      |
|  |                   |
|  | Chaoyangopteridae |
|  |                   |

|             | Keresdrakon vilsoni                                              |
|             |                                                                  |
| Tapejaridae | \| \| Thalassodrominae \| \| \| \| \| \| Tapejarinae \| \| \| \| |
|             | \| \| Thalassodrominae \| \| \| \| \| \| Tapejarinae \| \| \| \| |
|             | Thalassodrominae                                                 |
|             |                                                                  |
|             | Tapejarinae                                                      |
|             |                                                                  |

|  | Thalassodrominae |
|  |                  |
|  | Tapejarinae      |
|  |                  |

|  | Dsungaripterus weii |
|  |                     |
|  | Noripterus parvus   |
|  |                     |

|  | Azhdarchidae      |
|  |                   |
|  | Chaoyangopteridae |
|  |                   |

|             | Keresdrakon vilsoni                                              |
|             |                                                                  |
| Tapejaridae | \| \| Thalassodrominae \| \| \| \| \| \| Tapejarinae \| \| \| \| |
|             | \| \| Thalassodrominae \| \| \| \| \| \| Tapejarinae \| \| \| \| |
|             | Thalassodrominae                                                 |
|             |                                                                  |
|             | Tapejarinae                                                      |
|             |                                                                  |

|  | Thalassodrominae |
|  |                  |
|  | Tapejarinae      |
|  |                  |

|  | Azhdarchidae      |
|  |                   |
|  | Chaoyangopteridae |
|  |                   |

|             | Keresdrakon vilsoni                                              |
|             |                                                                  |
| Tapejaridae | \| \| Thalassodrominae \| \| \| \| \| \| Tapejarinae \| \| \| \| |
|             | \| \| Thalassodrominae \| \| \| \| \| \| Tapejarinae \| \| \| \| |
|             | Thalassodrominae                                                 |
|             |                                                                  |
|             | Tapejarinae                                                      |
|             |                                                                  |

|  | Thalassodrominae |
|  |                  |
|  | Tapejarinae      |
|  |                  |

## Storia della scoperta

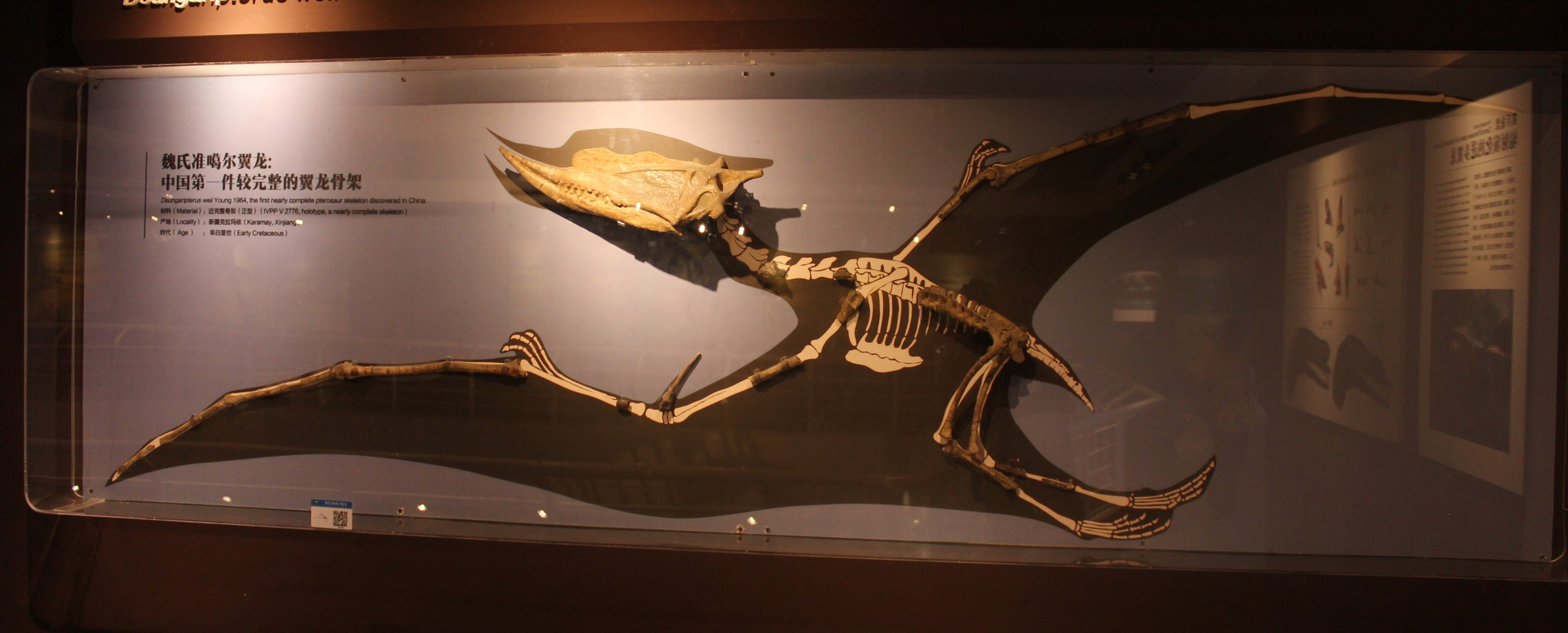
Esemplare olotipo, al Museo Paleozoologico della Cina

Dsungaripterus è stato descritto nel 1964 da Yang Zhongjian. Il nome del genere combina un riferimento al bacino di Junggar con un greco latinizzato pteron, "ala". La specie tipo è Dsungaripterus weii, il nome specifico in onore del paleontologo C.M. Wei della Divisione Paleontologica, Istituto di Scienze, Ufficio del Petrolio dello Xinjiang. L'olotipo è IVPP V-2776, un cranio e uno scheletro parziali. Dal 1973 è stato trovato altro materiale, inclusi teschi quasi completi.
Oltre alla specie tipica rinvenuta in Cina, ne è stata descritta un'altra (Dsungaripterus brancai) proveniente dalla famosa località di Tendaguru, in Tanzania, in terreni del Giurassico superiore. Questi resti, però, sono molto scarsi e probabilmente non appartengono al genere Dsungaripterus, anche se forse sono da ascrivere a un genere simile.
Nel 1980 Peter Galton ribattezzò Pterodactylus brancai (Reck 1931), una forma proveniente da una formazione africana del tardo Giurassico, in Dsungaripterus brancai, ma l'identificazione è ora comunemente rifiutata. Nel 1982 Natasha Bakhurina nominò una nuova specie, Dsungaripterus parvus, basata su uno scheletro più piccolo proveniente dalla Mongolia. Successivamente, è stato ribattezzato "Phobetor", un nome già utilizzato, e nel 2009 si rivelò essere identico a Noripterus. Nel 2002, in Corea, è stata identificata una falange delle dita delle ali di Dsungaripterus.